# نادي بارويل
نادي بارويل (بالإنجليزية: Barwell Football Club)‏ هو نادٍ لكرة القدم يقع في بارويل، بالقرب من هينكلي في ليسترشير، بإنجلترا.

## سجلات النادي
- أفضل أداء في كأس الاتحاد: الدور الأول، 2015–16.[1]